# Ataxia spinipennis
Ataxia spinipennis là một loài bọ cánh cứng trong họ Cerambycidae.